# Джексон, Линдон
Джексон, Линдон Х. (англ. Lyndon H. Jackson) — микронезийский политический деятель. Спикер Законодательного собрания штата Косраэ VIII и IX созывов, губернатора Косраэ с 11 января 2011 года по 8 января 2019 года.

## Биография
До того как стать губернатором Линдон Х. Джексон два созыва был спикером Законодательного собрания Косраэ местного законодательного органа состоящего из 14 сенаторов.
Джексон выиграл первые выборы губернатора Косраэ, состоявшиеся 2 ноября 2010 года, получив 1414 голосов избирателей. Однако не смог преодолеть 50-процентный барьер, что потребовало второго тура в январе 2011 года. Во втором туре, который состоялся 2 января 2011 года победил Линдон Х. Джексон получив 54,4 % голосов, а Нена С. Нена — 45,6 %.
Джексон официально был приведен к присяге 11 января 2011 года. Однако публичная церемония инаугурации Джексона состоялась 27 января 2011 года. Инаугурация Джексона, на которой присутствовало более 1000 человек, проходила в средней школе Косраэ в течение двух с половиной часов.
В своей инаугурационной речи губернатор Джексон назвал своими приоритетами экономический рост частного сектора, а также прозрачность и подотчетность правительства. Он сказал: «я буду много работать, чтобы восстановить доверие народа к правительству».
Джексон также поблагодарил своего предшественника, бывшего губернатора Роберта Вайльбахера за его работу по реформированию управления и экономики Косраэ.